# مقاطعة لينكولن (ميسيسيبي)
مقاطعة لينكولن هي مقاطعة في مسيسيبي، بلغ عدد سكانها 34٬869  نسمة، في 2010، عاصمتها بروكهافن، تبلغ مساحتها 1٬523 كيلومتر مربع.

## الموقع
تشترك في الحدود مع:
- مقاطعة كوبيا (ميسيسيبي)
- مقاطعة بايك.

## التقسيمات الإدارية
- بروكهافن.